# Kulthum (cratère)
Kulthum est un cratère d'impact présent sur la surface de Mercure. 
Le cratère a été nommé ainsi par l'Union astronomique internationale en 2015 en hommage à la chanteuse égyptienne Oum Kalthoum. 
Son diamètre est de 31 km. Il se situe dans le quadrangle de Raditladi (quadrangle H-4) de Mercure.